# Selección de fútbol playa de Bolivia
La selección de fútbol playa de Bolivia representa a Bolivia en competiciones internacionales de fútbol playa y está controlada por la Federación Boliviana de Fútbol.
Su debut se produjo contra El Salvador por los Juegos Playa Bolivariana 2014 en Huanchaco, Perú.
Posteriormente, en 2015, La Verde se convirtió en uno de los 10 miembros de Conmebol en comenzar a competir en el Campeonato de Fútbol Playa de Conmebol, lo que significa que los 10 estaban disputando el evento juntos por primera vez.  Desde entonces, Bolivia se ha mantenido como un equipo activo, convirtiéndose en asiduos en los principales eventos de la CONMEBOL, el Campeonato de Fútbol Playa de Conmebol, Copa América y Liga Sudamericana, sin embargo, aún no ha logrado un podio.

## Estadísticas

### Copa Mundial de Fútbol Playa FIFA
| Copa Mundial de Fútbol Playa FIFA | Copa Mundial de Fútbol Playa FIFA | Copa Mundial de Fútbol Playa FIFA | Copa Mundial de Fútbol Playa FIFA | Copa Mundial de Fútbol Playa FIFA | Copa Mundial de Fútbol Playa FIFA | Copa Mundial de Fútbol Playa FIFA | Copa Mundial de Fútbol Playa FIFA |
| Año                               | Ronda                             | J                                 | G                                 | G+                                | P                                 | GF                                | GC                                |
| --------------------------------- | --------------------------------- | --------------------------------- | --------------------------------- | --------------------------------- | --------------------------------- | --------------------------------- | --------------------------------- |
| 2005 - 2013                       | No participó                      | No participó                      | No participó                      | No participó                      | No participó                      | No participó                      | No participó                      |
| 2015                              | No clasificó                      | No clasificó                      | No clasificó                      | No clasificó                      | No clasificó                      | No clasificó                      | No clasificó                      |
| 2017                              | No clasificó                      | No clasificó                      | No clasificó                      | No clasificó                      | No clasificó                      | No clasificó                      | No clasificó                      |
| 2019                              | No clasificó                      | No clasificó                      | No clasificó                      | No clasificó                      | No clasificó                      | No clasificó                      | No clasificó                      |
| 2021                              | No clasificó                      | No clasificó                      | No clasificó                      | No clasificó                      | No clasificó                      | No clasificó                      | No clasificó                      |
| Total                             | 0/11                              | -                                 | -                                 | -                                 | -                                 | -                                 | -                                 |

### Campeonato de Fútbol Playa de Conmebol
| Campeonato de Fútbol Playa de Conmebol | Campeonato de Fútbol Playa de Conmebol | Campeonato de Fútbol Playa de Conmebol | Campeonato de Fútbol Playa de Conmebol | Campeonato de Fútbol Playa de Conmebol | Campeonato de Fútbol Playa de Conmebol | Campeonato de Fútbol Playa de Conmebol | Campeonato de Fútbol Playa de Conmebol |
| Año                                    | Ronda                                  | J                                      | G                                      | G+                                     | P                                      | GF                                     | GC                                     |
| -------------------------------------- | -------------------------------------- | -------------------------------------- | -------------------------------------- | -------------------------------------- | -------------------------------------- | -------------------------------------- | -------------------------------------- |
| 2006 - 2013                            | No participó                           | No participó                           | No participó                           | No participó                           | No participó                           | No participó                           | No participó                           |
| 2015                                   | Noveno lugar                           | 5                                      | 1                                      | 0                                      | 4                                      | 15                                     | 21                                     |
| 2017                                   | Décimo lugar                           | 5                                      | 0                                      | 0                                      | 5                                      | 9                                      | 32                                     |
| 2019                                   | Noveno lugar                           | 5                                      | 1                                      | 0                                      | 4                                      | 15                                     | 32                                     |
| 2021                                   | Noveno lugar                           | 5                                      | 1                                      | 0                                      | 4                                      | 10                                     | 17                                     |
| Total                                  | 4/9                                    | 20                                     | 3                                      | 0                                      | 17                                     | 79                                     | 102                                    |

### Copa América de Fútbol Playa
| Copa América de Fútbol Playa | Copa América de Fútbol Playa | Copa América de Fútbol Playa | Copa América de Fútbol Playa | Copa América de Fútbol Playa | Copa América de Fútbol Playa | Copa América de Fútbol Playa | Copa América de Fútbol Playa |
| Año                          | Ronda                        | J                            | G                            | G+                           | P                            | GF                           | GC                           |
| ---------------------------- | ---------------------------- | ---------------------------- | ---------------------------- | ---------------------------- | ---------------------------- | ---------------------------- | ---------------------------- |
| 2016                         | Séptimo lugar                | 5                            | 2                            | 0                            | 3                            | 18                           | 27                           |
| 2018                         | Sexto lugar                  | 5                            | 1                            | 1                            | 3                            | 26                           | 29                           |
| 2022                         | Décimo lugar                 | 5                            | 0                            | 0                            | 5                            | 10                           | 27                           |
| Total                        | 3/3                          | 15                           | 3                            | 1                            | 11                           | 54                           | 83                           |